# Ischnopteris bryifera
Ischnopteris bryifera är en fjärilsart som beskrevs av Felder 1875. Ischnopteris bryifera ingår i släktet Ischnopteris och familjen mätare. Inga underarter finns listade i Catalogue of Life.